# هارولد فيرنون فروليش
هارولد فيرنون فروليش هو قاضي ومحامي وسياسي أمريكي، ولد في 12 مايو 1932 في أبلتون في الولايات المتحدة. نشط حزبياً في الحزب الجمهوري. وقد انتخب عضو مجلس النواب الأمريكي ‏ عن دائرة Wisconsin's 8th congressional district ‏ وقد انضم خلال فترته النيابية ‏ (3 يناير 1973 – 3 يناير 1975) للكتلة البرلمانية الحزب الجمهوري وانتخب عضو جمعية ولاية ويسكونسن ‏ وانتخب عضو مجلس النواب الأمريكي ‏.